# Katrín Júlíusdóttir
Katrín Júlíusdóttir, född 23 november 1974 i Reykjavik, är en isländsk politiker.
Katrín Júlíusdóttir hör till det socialdemokratiska partiet Samlingsfronten och är sedan 2003 ledamot av Alltinget. Mellan maj 2009 och januari 2012 var hon Islands industriminister och mellan 2012 och 2013 var hon finansminister.
Hon har bland annat studerat antropologi vid Islands universitet. Hon är gift med författaren Bjarni Bjarnason.